# Emre Ünver
Emre Ünver (Amsterdam, 19 november 1981) is een Nederlands politicus namens GroenLinks. Van 14 december 2016 tot 15 februari 2017 was hij lid van de Tweede Kamer namens de Partij van de Arbeid, waarbij hij het Kamerlid Sjoera Dikkers verving, die met gezondheidsverlof was. Daarna keerde hij weer terug als gemeenteraadslid van Amsterdam.
In 2018 bood GroenLinks hem een baan aan als stadsdeelvoorzitter in Amsterdam Nieuw-West waarop Ünver de overstap maakte naar die partij.

## Biografie
Ünver volgde een hbo-opleiding commerciële economie. Hij werd in 2006 namens de PvdA gekozen als lid van de gemeenteraad van Amsterdam. Bij de gemeenteraadsverkiezingen van 2010 en 2014 werd hij herkozen. In 2014 werd Ünver gekozen als vicefractievoorzitter. Hij is in de raad namens zijn partij woordvoerder armoede, voorzitter van het Presidium en stadsregioraadslid. Ünver is sinds 2013 voorzitter van de Stichting Inspraakorgaan Turken. Van februari 2005 tot maart 2008 was hij voorzitter van de Turkse Arbeiders Vereniging in Nederland.
Bij de Tweede Kamerverkiezingen van 2012 stond hij als 53e op de kandidatenlijst. Hij vergaarde 2016 voorkeurstemmen. Na het aftreden van Diederik Samsom als lid van de Tweede Kamer werd Rien van der Velde, die sinds 25 oktober 2016 Sjoera Dikkers verving, in de ontstane vacature benoemd. Ünver werd als eerstvolgende op de kandidatenlijst benoemd in de tijdelijke vacature van Dikkers. Hij werd op 14 december 2016 geïnstalleerd.
Sinds 2018 is hij voorzitter van stadsdeel Nieuw-West van Amsterdam, met onder andere openbare orde en veiligheid, financiën en sociale zaken in zijn portefeuille.
- Parlement.com: vk9ymatekwq5